# مرزيكلا
مرزيكلا (بالفارسية: مرزیکلا) هي مدينة تقع في إيران في Babol Kenar District. يقدر عدد سكانها بـ 525 نسمة .